# (6797) Östersund
6797 Ostersund (1993 FG25) – planetoida z pasa głównego asteroid okrążająca Słońce w ciągu 4,99 lat w średniej odległości 2,92 j.a. Odkryta 21 marca 1993 roku.